# Blood Blockade Battlefront
Blood Blockade Battlefront (japonês:血界戦線, Kekkai Sensen) é um mangá shonen do mangaká  Yasuhiro Nightow que teve seus capítulos lançados na Jump Square entre os anos de 2010 a 2015, quando a revista deixou de ser publicada. Shueisha compilou seus capítulos em dez volumes de tankōbon.
Em 2014 foi anunciado uma adaptação em anime do mangá, que foi exibida no mesmo ano. Com o sucesso, foi anunciado uma segunda temporada em 2016, que foi intitulada de  Blood Blockade Battlefront & Beyond, e foi ao ar no ano seguinte. Em 2020, a Funimation adicionou o anime no catálogo, que inicialmente era legendado e não era dublado para o português, mas logo foram dublados os episódios.

## Enredo
A história gira em torno de Leonardo watch, que trabalha em uma organização chamada Libra, que atua em uma área conhecida como Hellsalem’s Lot, anteriormente conhecida como a cidade de Nova York. Hellsalem’s Lot foi criada em uma única noite, quando um portal para o Alterworld (Submundo) se abriu e sitiou Nova York em uma espécie de névoa impenetrável, transformando o lugar em um pandemônio em que humanos e criaturas sobrenaturais de outras dimensões precisam conviver juntos. Para evitar que os horrores desta cidade se espalhassem para o mundo exterior, a Libra foi criada.

### Personagens principais[7]
- Leonardo Watch: protagonista da série, Leo possui cabelos castanhos desalinhados e está normalmente vestindo uma camiseta branca de mangas azuis, com uma calça comprida também da mesma cor. Usa um par de óculos amarelos que servem para proteger sua vista. Seu poder é o "Olhos Que Tudo Vêem dos Deuses",  , concedendo-lhe uma variedade de poderes oculares poderosos, ao custo da visão de sua irmã.

- Klaus Von Reinhertz: líder da Libra. Klaus é um homem de alta estatura, possui cabelos e costeletas vermelhas com um par de olhos verdes. Usa um colete preto sobre uma camiseta branca de manga longa, calça da mesma cor, combinando com suas outras vestimentas e sapatos marrons.É bem honesto e cavalheiro, está quase sempre calmo e fala de uma maneira educada, a menos que seja irritado, no caso, irá esmagar-lhe como uma besta selvagem. Seu poder é o Técnica de Batalha de Sangue da Grade do Cérebro, que ele pode usar para criar grandes armamentos em forma de cruz e selar os inimigos.

- Zapp: Zapp é um homem alto e magro, de cabelos brancos na altura do pescoço e tem pele escura. Normalmente está usando uma camiseta preta com uma jaqueta branca de manga comprida por cima. Usa também calça e botas da mesma cor. Ele é facilmente irritado, perdendo a calma muito rápido e suas ações muitas vezes podem colocá-lo em apuros. Mesmo assim, parece ser bom em tratar de novatos, como quando foi designado a cuidar de Leo assim que tal entrou na Libra. É muito mulherengo, possuindo diversas amantes pela cidade.

- Chain: Está sempre usando uma camiseta com tal pigmentação de manga longa com uma calça da mesma tonalidade e sapatos pretos. Normalmente mantém uma postura séria, mas pode ser bem cruel com os outros. Às vezes, é até sádica, sempre causando danos físicos a alguém. No entanto, se mostra bastante protetora com seus amigos, como quando passou o número de Angélica para que um de seus companheiros parasse de a importunar.

## Mídia
Nightow publicou pela primeira vez um one-shot em 2008 da Jump Square, que teria sido o ínico de tudo. Depois, uma série de três capítulos, intitulada Kekkai Sensen - Mafūgai Kessha (血 界 戦 線 - 魔 封街 結社 - ) , foi serializada na Jump Square de 5 de janeiro a 4 de março de 2009. Outro one-shot foi publicado em Jump SQ.M (Jump Square Masterpiece ) vol.002, lançado em 23 de outubro de 2009, e apenas depois disso, é que Blood Blockad Battlefrontfoi serializado na então nova revista salto SQ.19 , que primeiro número foi lançado em 19 de maio de 2010,e terminou com a 18ª e última edição do Jump SQ.19 , lançado em 19 de fevereiro de 2015. Em 2010, a Shueisha fez dez volumes de tankōbon. No Brasil, o mangá foi publicado pela JBC.

### Anime
O anime foi produzido pelo Estúdio Bones, e foi exibido em 2014. Com o sucesso, a Bones lançou uma segunda temporada, intitulada  Blood Blockade Battlefront & Beyond, que foi ao ar em 2017. No ano de 2020, a Funimation adicionou as duas temporadas ao seu catálogo. No Brasil, o anime é exibido desde 15 de fevereiro na Loading, no programa Funimation TV.

## Recepção

### Do mangá
O mangá teve uma boa recepção, um bom exemplo, aconteceu no site Leitor Cabuloso, "ganha pontos por ser melhor que o anime já de começo. Tem personagens cativantes e uma trama envolvente e acredito que vai agradar bastante quem gosta desse tipo de obra.".

### Do anime
O anime teve uma recepção boa, porém, em alguns sites, falaram coisas negativas do anime. Um exemplo é o site Meta Galáxia, que disse que "o ponto negativo, é que se você for querer algo mais estruturado, um arco amarre todas as pontas soltas e deixe tudo explicado, Kekkai Sensen não é essa obra. E de certa forma isso fez um pouco de falta nessa segunda temporada. ", mas falou depois que "quanto a parte técnica, Kekkai Sensen é impecável. O character design é muito bom, assim como toda a ambientação, fluidez na animação. Mas o principal atrativo é a trilha sonora, sempre presente e com muita qualidade. E com isso os episódios ganham todo um charme especial. Mais uma vez um excelente trabalho do estúdio Bones."
No site Gyabbo!, é dito que "O ritmo do episódio é acelerado, chegando a ser frenético em alguns momentos. A narrativa, principalmente nos primeiros minutos é meio fragmentada, caótica, o que pode incomodar um pouco quem prefere um início mais calmo e organizado. Em alguns momentos lembra Durarara!!, enquanto em outros puxa para Baccano! e em pelo menos uma sequência é puro Kill La Kill. É um estilo que atrai alguns por ser bastante dinâmico, mas pode ser dificultar o acompanhamento da história se não prestar total atenção [...]A animação das sequências de luta é muito boa, o efeito das armas de sangue fica ótimo visualmente. [...]Já os alienígenas e monstros são bem variados; alguns parecem saídos diretamente de Star Wars, outros são claramente baseados em criaturas mitológicas. A ambientação é bem bonita, com ares de anos 50."